# 알리 아드난 카딤
알리 아드난 카딤 나시르 알타미미(아랍어: علي عدنان كاظم ناصر التميمي, Ali Adnan Kadhim Nassir Al-Tameemi, 1993년 12월 19일 ~ )는 사우디 퍼스트 디비전 리그의 알나즈마 SC에서 윙백으로 활동 중인 이라크의 축구 선수로 이라크 축구 국가대표팀에서도 주전으로 활약하고 있으며 2014년 아시안 게임 동메달리스트이다.

## 클럽 경력
2003년부터 2008년까지 아모 바바 스쿨에서 성장하여 2008년부터 2010년까지 알자우라 SC와 알쿠와 알자위야의 유소년팀에서 활동했다가 2010년 고향팀인 아사마트 바그다드 SC에 입단하며 프로에 입문했고 2013년까지 62경기에서 7골을 기록했다.
이후 2013년 튀르키예 쉬페르리그 소속팀인 차이쿠르 리데스포르로 이적하여 2년동안 41경기에서 3골을 기록한 뒤 2015년 우디네세 칼초로 이적하며 이탈리아 세리에 A에 진출한 최초의 이라크 선수가 되었다.
그 뒤 2019년까지 65경기를 뛰었으며 2018년 아탈란타 BC로 임대 이적하여 3경기를 뛰었고 2019년에는 메이저 리그 사커 소속팀인 밴쿠버 화이트캡스로 다시 임대 이적하여 16경기를 뛰었다가 같은 해 우디네세와의 계약을 끝내고 밴쿠버 화이트캡스로 완전 이적을 확정지었다.

## 국가대표팀 경력

### 청소년 국가대표팀
2011년부터 2013년까지 U-20 대표팀으로 15경기에서 4골을 뽑아내면서 팀의 2012년 AFC U-19 챔피언십 준우승과 2013년 FIFA U-20 월드컵 4강 진출을 견인했고 2012년부터 2016년까지 U-23 대표팀의 일원으로 10경기에서 5골을 기록하면서 팀의 2014년 아시안 게임 동메달 획득에 기여했다.

### 성인 대표팀
2012년 18세의 어린 나이로 바레인과의 친선 경기에서 성인대표팀 데뷔전을 치렀고 이후 현재까지 73경기에서 5골을 기록하며 팀의 2012년 서아시아 축구 선수권 대회 준우승에 일조했고 이듬해인 2013년 아라비안 걸프컵에서도 준우승을 이끌었으며 또한 2015년 AFC 아시안컵에도 출전하여 2007년 AFC 아시안컵 우승 이후 8년만의 팀의 4강 진출에도 공헌했다.